# Asztüanax
Asztüanax, görög mitológiai alak, trójai ifjú, Hektór és Andromakhé fia. Apjától a Szkamandrosz nevet kapta a Trója mellett húzódó folyó után, a nép azonban Asztüanaxnak, azaz a város fejedelmének nevezte.

## Története
Trója elestekor a még gyermek Asztüanaxot Neoptolemosz (a mítosz más változata szerint Odüsszeusz) kiragadta Andromakhé kezéből, és a mélybe hajította a várfalnak arról a pontjáról, ahonnan anyjával együtt szokták figyelni a várost védő Hektór küzdelmeit. Euripidész „Trójai nők” című tragédiájában Agamemnón küldötte, Talthübiosz jön, hogy a gyermeket elszakítsa anyjától, és halála helyére vigye. Egy késői hagyomány szerint Asztüanax nem halt meg, hanem elmenekült, és a Propontiszon Aszkaniosszal együtt egy új Tróját alapított.